# 斑點珍龜
斑點珍龜（學名：Homopus signatus）是珍龜屬下小型龜，世上最小的龜之一。原生於南非和納米比亞南部。
其活動範圍只局限於小纳马夸兰和南非西部乾旱地區，雄性大小約6—8（2.4—3.1英寸），雌性約10（3.9英寸）。重95—165克（3.4—5.8盎司）。貝殼扁平有鋸緣，顏色由褐色到橘色不等。
斑點珍龜有兩個亞種：
- 納馬夸蘭斑點珍龜（Homopus signatus signatus）活動于南非-納米比亞交界處及納米比亞南部。[2]
- 南部斑點珍龜（Homopus signatus cafer，即以前的H. s. peersi）活動於開普敦附近。